# Bucephala
Cet article possède un paronyme, voir Bucéphale (homonymie).
Genre
Les Bucephala (ou garrots) sont un genre de canards de la famille des Anatidae.

## Description et caractéristiques
Le genre Bucephala (les garrots) comprend trois espèces de petits canards de 37 à 43 cm.
Ces espèces présentent une parade nuptiale particulière : le mâle tend le cou à la verticale et montre sa poitrine blanche, il rejette violemment la tête sur le dos en poussant un cri.
Le nid est réalisé dans la cavité d'arbre, souvent assez haut.

## Liste des espèces
Selon la classification de référence du Congrès ornithologique international (version 15.1, 2025) :
- Bucephala albeola (Linnaeus, 1758) – Petit Garrot ;
- Bucephala clangula (Linnaeus, 1758) – Garrot à œil d'or ;
- Bucephala islandica (Gmelin, JF, 1789) – Garrot d'Islande.

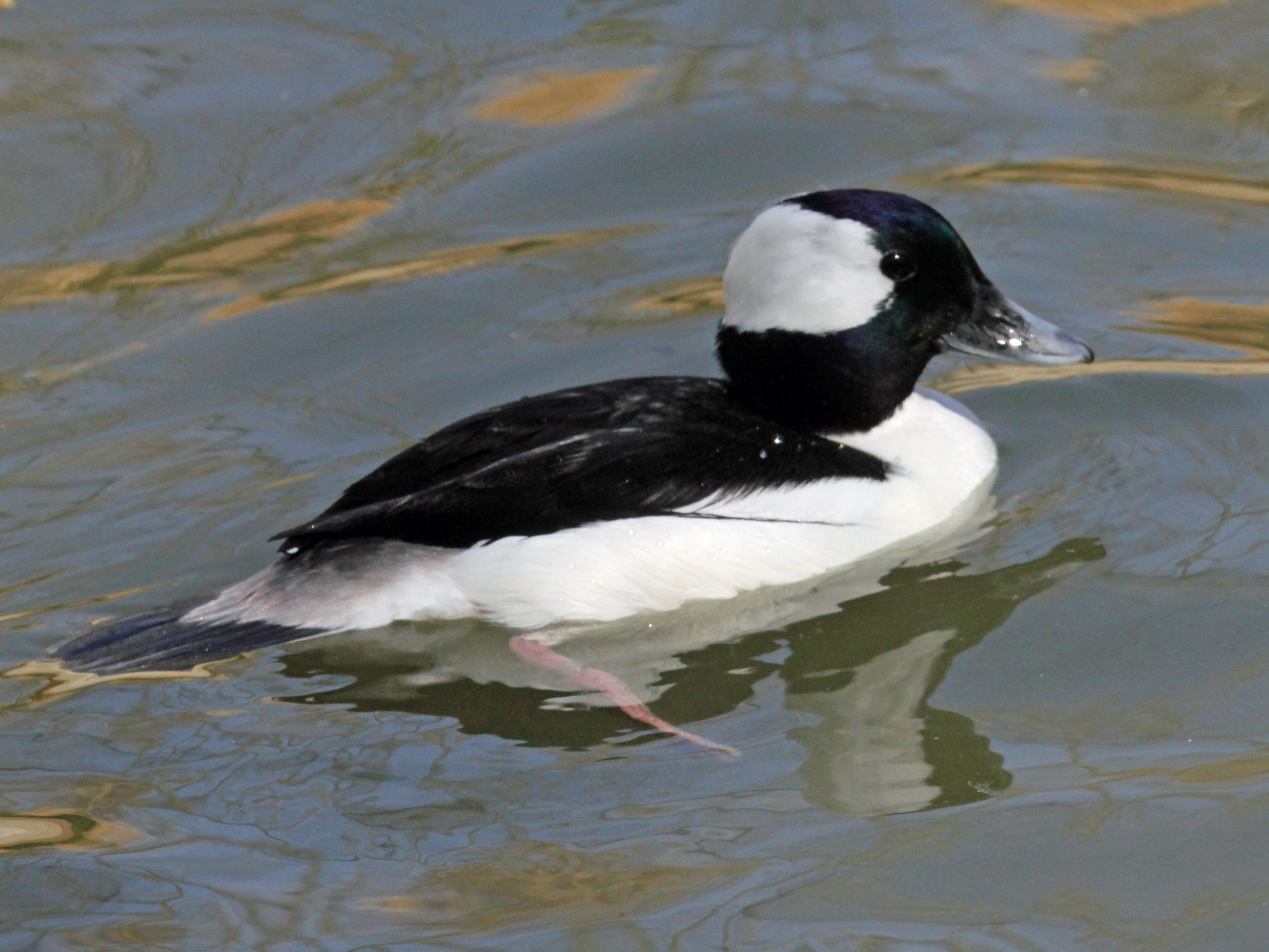
Bucephala albeola
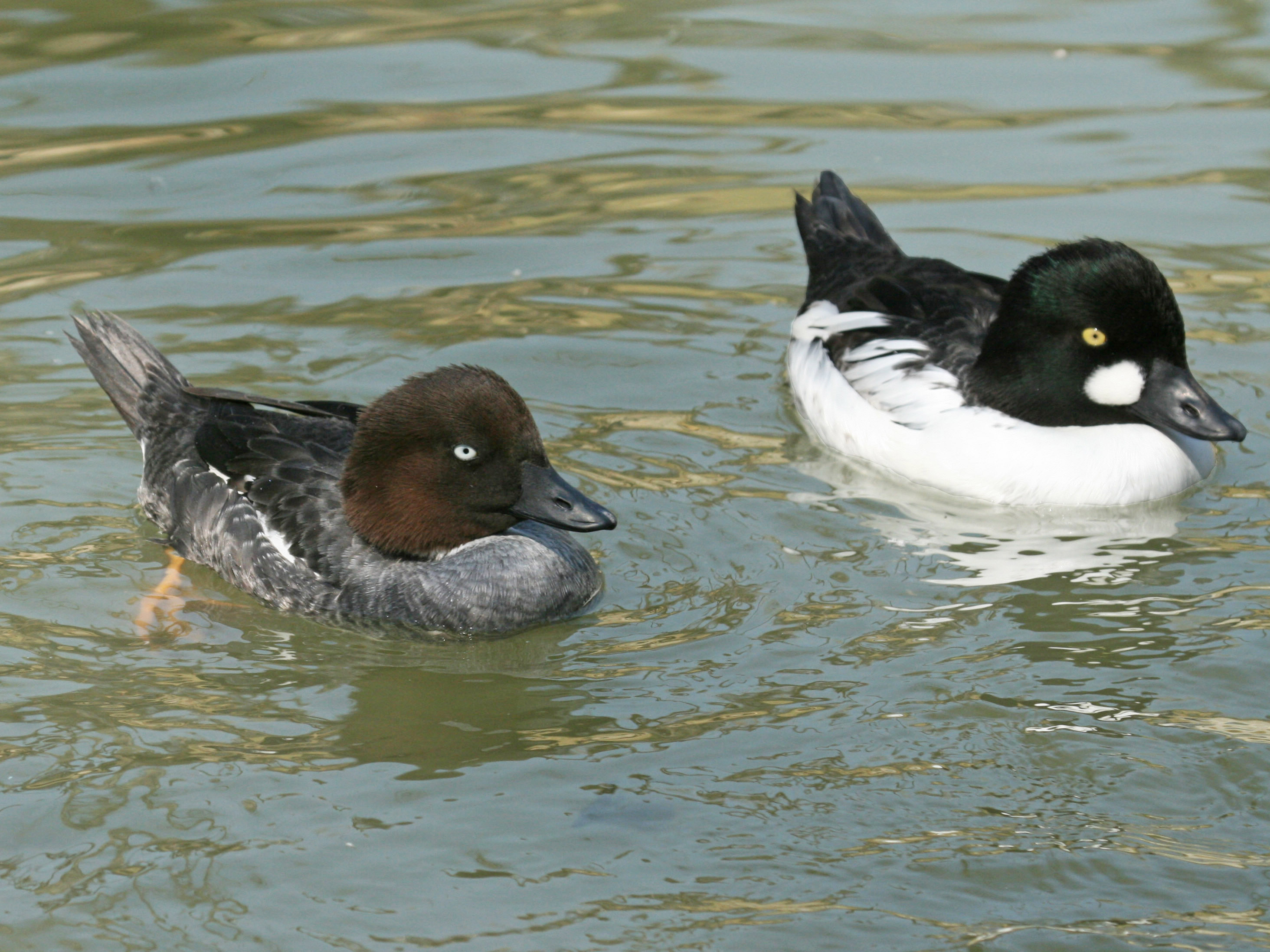
Bucephala clangula
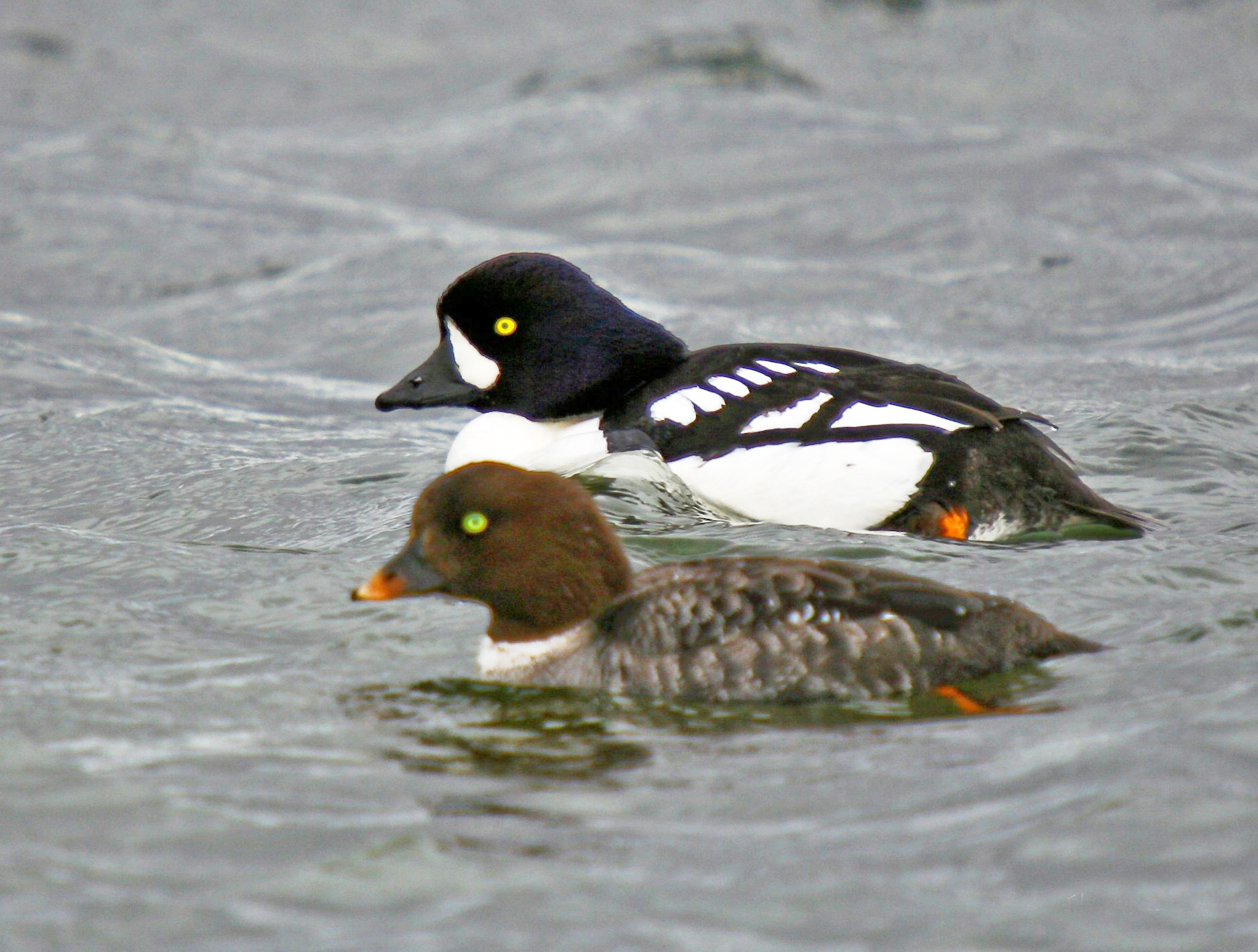
Bucephala islandica